# 後村圳
後村圳為臺灣北部的水利系統，引大漢溪之水，灌溉新莊、三重等地的農田。日治時代當局將清代開鑿的永安圳、萬安圳及草埤等三溝埤合併為後村圳，統一了水權。
1954年，後村圳大修，新建沉砂池，改建大有抽水廠，擴大幹線斷面以及改寬放水閘等。經濟部長尹仲容、農復會主委蔣夢麟、臺灣省主席嚴家淦等人前往慶祝創立兩百一十週年活動。

## 後村圳灌溉改善工程紀念碑與沉砂池
為改善後村圳末端圳路淤塞問題，新莊水利委員會在1954年於樹林十三公抗日事件紀念碑南側興建沉砂池做為後村圳排砂設施且立碑稱為「後村圳灌溉改善工程紀念碑」。2015年7月15日，新北府文資字第1041282007號文，因「後村圳灌溉改善工程紀念碑及沉砂池」具保存價值，列入文化資產保存法列冊追蹤項目。2017年10月，農田水利會拆除位於列冊追蹤範圍內數棟兩層樓鋼筋混凝土建築。2017年11月7、8日，農田水利會在新北市政府水利局默許下進行「大漢溪後村圳水路改道暨沉砂池廢除工程」，以挖土機進入後村圳開挖。2017年11月10日，新北市文化局緊急發布「後村圳灌溉改善工程紀念碑及沉砂池」為暫定古蹟。2017年11月17日，新北市文化局邀請審議委員緊急會勘。、2017年11月19日，農田水利會仍運送鋼筋等材料置放水圳中，且機具未撤離，無停工跡象。